# Moncton (circonscription fédérale)
Pour les articles homonymes, voir Moncton (homonymie).
Moncton était une circonscription électorale fédérale du Nouveau-Brunswick, Canada, dont le représentant a siégé à la Chambre des communes de 1968 à 1998. 

## Histoire
Cette circonscription a été créée en 1966 par la fusion de la paroisse de Coverdale (détachée de la circonscription de Saint-Jean-Albert) et des paroisses de Moncton et Salisbury, ainsi que des villes de Moncton et Dieppe, provenant de la circonscription de Westmorland.
Au fur et à mesure que la population du Grand Moncton augmentait, la circonscription a régulièrement été revue à la baisse. En 1976, la partie venant du Comté d'Albert s'est limitée à la ville de Riverview. En 1987, la partie nord de la paroisse de Moncton a été retranchée et enfin, en 1996, la circonscription a été réduite aux villes de Moncton, Dieppe et Riverview.
Le nom a alors été changé pour devenir Moncton—Riverview—Dieppe en 1998.

## Liste des députés successifs
Cette circonscription fut représentée par les députés suivants :
|  | Législature | Date élection    | Député                  | Profession          | Parti                     |
|  | ----------- | ---------------- | ----------------------- | ------------------- | ------------------------- |
|  | 28e         | 25 juin 1968     | Charles Humbert Thomas  | Homme d'affaires    | Conservateur              |
|  | 29e         | 30 octobre 1972  | Charles Humbert Thomas  | Homme d'affaires    | Conservateur              |
|  | 30e         | 8 juillet 1974   | Leonard Jones           | Avocat              | Indépendant               |
|  | 31e         | 22 mai 1979      | Gary Francis McCauley   | Ministre du culte   | Libéral                   |
|  | 32e         | 18 février 1980  | Gary Francis McCauley   | Député              | Libéral                   |
|  | 33e         | 4 septembre 1984 | Dennis Cochrane         | Directeur d'école   | Progressiste-conservateur |
|  | 34e         | 21 novembre 1988 | George Saunders Rideout | Avocat              | Libéral                   |
|  | 35e         | 25 octobre 1993  | George Saunders Rideout | Avocat              | Libéral                   |
|  | 36e         | 2 juin 1997      | Claudette Bradshaw      | Directrice générale | Libéral                   |